# Schinkelschule

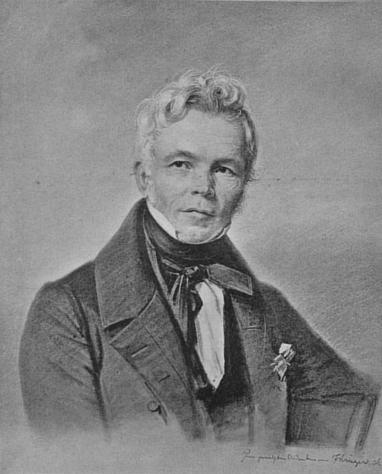
Schinkel im Jahr 1836

Unter dem Begriff Schinkelschule wurden mehrere Generationen Berliner Architekten zwischen 1840 und dem Ende des 19. Jahrhunderts zusammengefasst. Zu ihr werden zum Teil direkte Schüler und Mitarbeiter von Karl Friedrich Schinkel, wie Ludwig Persius, Friedrich August Stüler und Carl Scheppig gezählt, sowie Absolventen von Schinkels Berliner Bauakademie, in der Schinkel zwar selbst wohnte, aber nie als Lehrer arbeitete. Die Schinkelschule, nach ihren stilbildenden Segmentbögen auch Berliner Rundbogenarchitektur genannt, stand stets im Konflikt zur Repräsentationsarchitektur des sich emanzipierenden Bürgertums der preußischen Hauptstadt und späteren deutschen Kaiserstadt. Zu Unrecht schnitt sie im Vergleich vieler Zeitgenossen mit der von der École nationale supérieure des beaux-arts de Paris inspirierten offiziellen Neorenaissancearchitektur schlecht ab, wurde belächelt und als ärmlich oder spröde bezeichnet. Hauptsächlich für profane Zwecke wie Schulen, Bahnhöfe, Kasernen und Fabriken angewendet, sieht man in ihr heute einen Träger von Schinkels Idee einer reduzierten, zweckmäßigen Architektur durch die Zeit eines auftrumpfenden, verspielten Historismus und damit zu einem Wegbereiter zur frühen Moderne eines Peter Behrens und Hermann Muthesius.

## Prototypen und Blaupausen

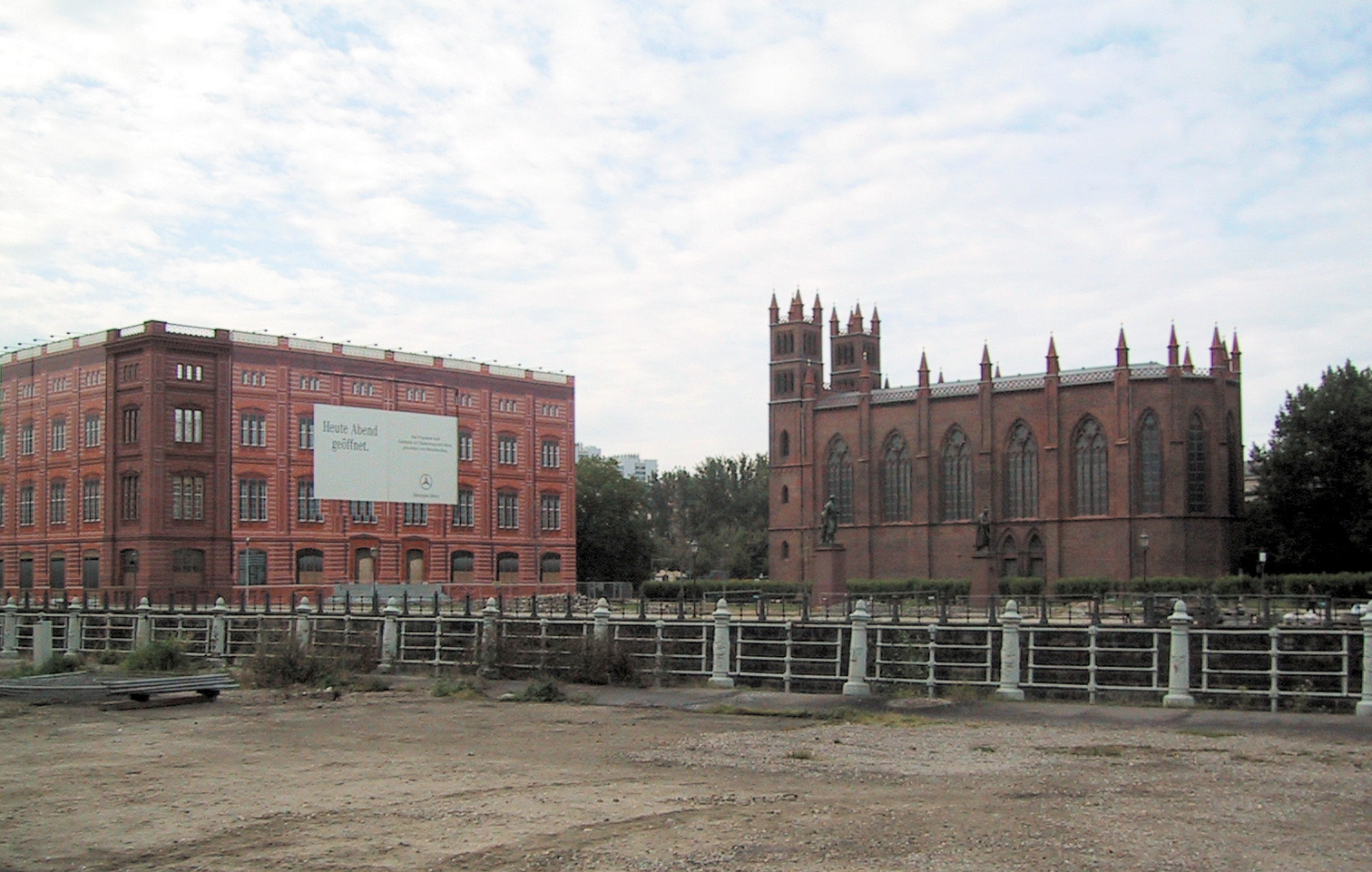
Die rekonstruierte Ecke der Bauakademie mit der Ergänzung des Gebäudes als Kulisse, 2004. Daneben die Friedrichswerdersche Kirche

Schinkels erstes Gebäude, das man als Prototyp der späteren Schinkelschule bezeichnen kann, war das Militärarrest- und Kasernengebäude der Lehrescadron in der Berliner Lindenstraße. Mit dem Leuchtturm am Kap Arkona, der Friedrichswerderschen Kirche und den Packhofgebäuden hinter dem Alten Museum folgten weitere ganz in Backstein ausgeführte Gebäude.
Schinkel entdeckte ein Material wieder, das 400 Jahre, seit der märkischen Backsteingotik, nicht für Fassaden verwendet worden war. Er bezog sich dabei zugleich auf Bauten der Vergangenheit, wie die Marienburg und die Bauten der italienischen Renaissance, sowie auf den modernen englischen Industriebau, den er in Manchester kennengelernt hatte. Schinkel sah im Backstein viele Vorteile. Er wollte das Handwerk fördern, denn unter den Putzschichten wurde beim Mauern der Wände häufig schlampig gearbeitet, was, wenn der Putz abblätterte, hässlich aussah. Ein Backsteingebäude dagegen musste sauber ausgeführt werden, denn jede Ungenauigkeit war sofort sichtbar, das Gebäude verlor dann aber auch nach Jahren nichts von seiner Schönheit. Gleichzeitig zwangen die Normierung und Kleinteiligkeit der Steine und das passgenaue Zusammenspiel mit Formsteinen ebenso zur präzisen Vorarbeit bei der Steinherstellung wie zur Planung beim Architekten. Am Anfang stand Schinkel vor unzähligen Problemen: Die Beschaffung geeigneten Tons stellte sich als schwierig dar, viel technisches Wissen war verloren gegangen und die Brennöfen waren nicht in der Lage, gleichmäßige Farbigkeit und Oberflächen zu garantieren, was die Herstellung von Formsteinen nahezu unmöglich machte. Einen Meister, mit dem Schinkel seine Vorstellungen umsetzen konnte, fand er in Tobias Christoph Feilner, später arbeitete er eng mit dem Feilner-Schüler Ernst March zusammen.
Vielmehr Blaupause als Prototyp für die spätere Entwicklung stellt das Schulgebäude der Schinkelschüler, die Berliner Bauakademie am Friedrichswerder, dar. Wer hier die Qualität der Steine und Glasuren, den sicheren Einsatz von Formsteinen und Terrakotten betrachtet, könnte leicht zum Schluss kommen, hier sei die Entwicklung bereits an seinem End- und Höhepunkt angelangt. Tatsächlich jedoch befand sich Schinkel zu diesem Zeitpunkt in einem permanenten Kampf, den Handwerkern die Leistungen abzuringen, die ihm vorschwebten. Bis zur Mitte der 1860er Jahre blieb die Produktion von wechselhafter Qualität.
Betrachtet man heute das ein paar Schritte entfernte Rote Rathaus, so wird der Weg, den die Backsteinproduktion von der Friedrichswerderschen Kirche, bei der Formsteine noch sehr spärlich eingesetzt wurden, über die neu aufgebaute Ecke der Bauakademie bis zum neuen Rathaus genommen hat, augenscheinlich. In den folgenden Jahren wurde es für die Architekten dann immer schwieriger, das rechte Maß zu halten, so reichhaltig wurde das Angebot, das die Terrakotta-Manufakturen in ihren Katalogen anboten.

## Merkmale und Entwicklungsphasen

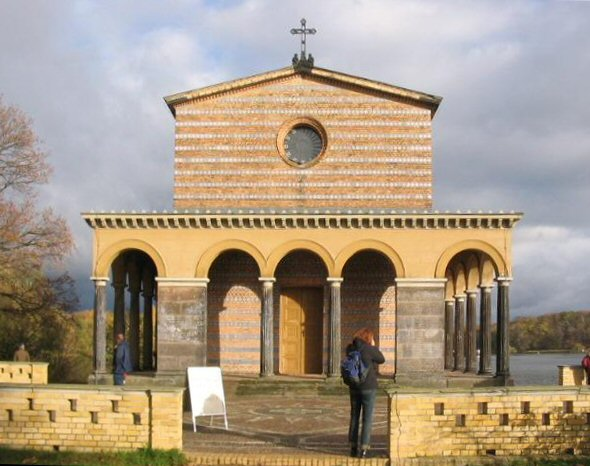
Südfront der Heilandskirche Sacrow (Eingangsseite)

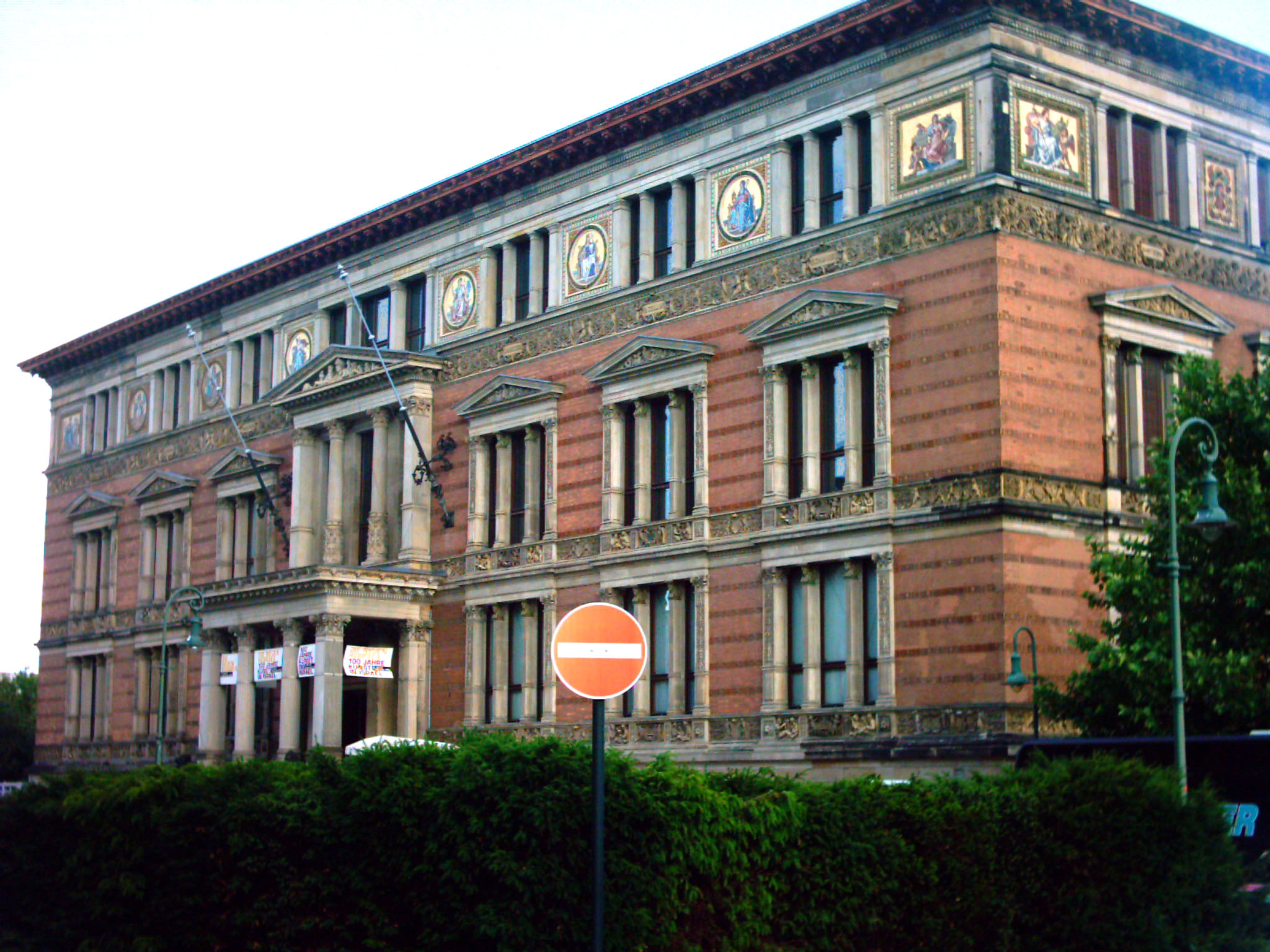
Gesamtansicht Martin-Gropius-Bau im Jahre 2005

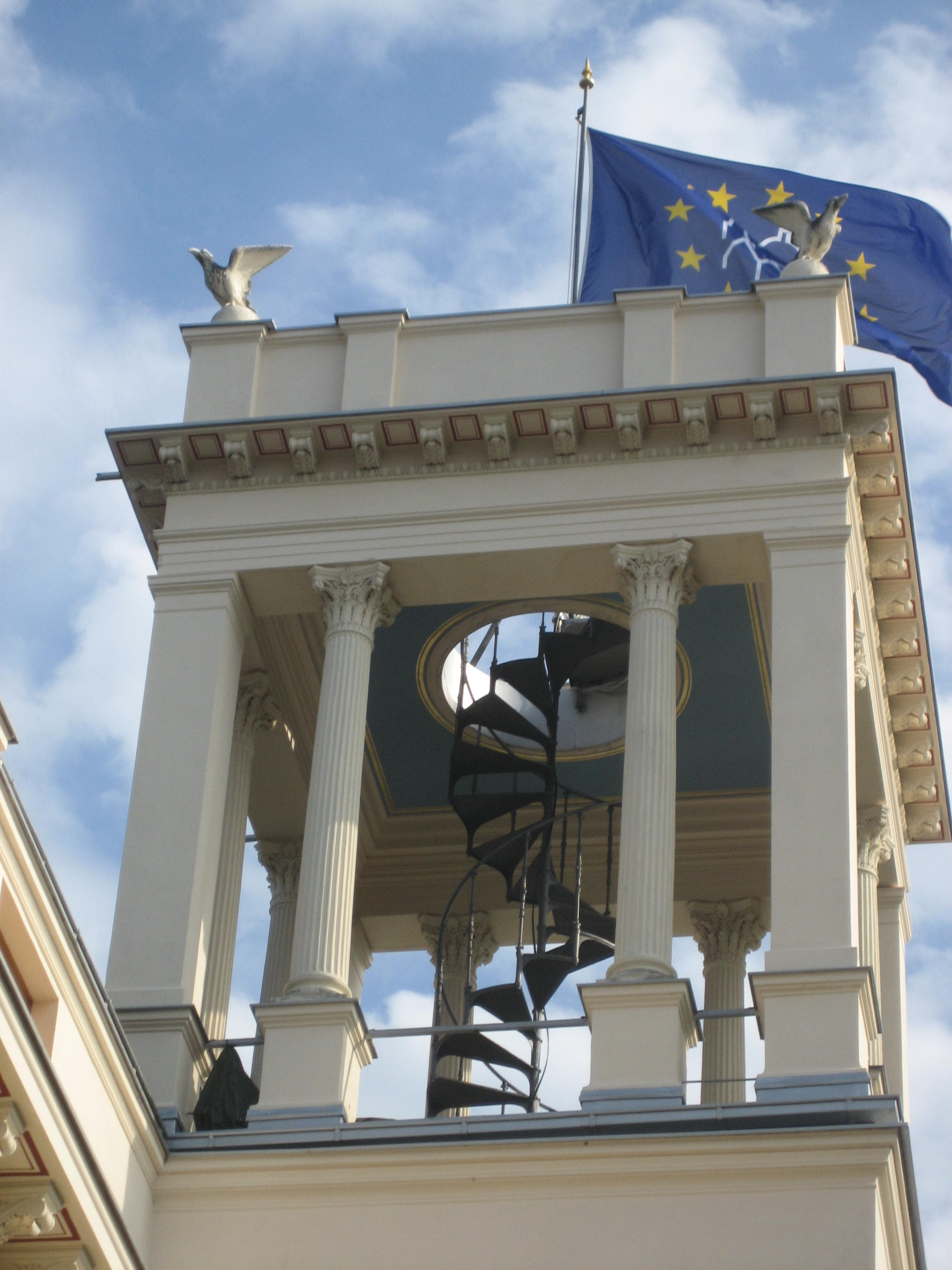
Schloss Zinnitz (1864)

Hauptkennzeichen der Gebäude der Schinkelschule sind ihre Ausführung in Backstein, die kubischen Baukörper, oft in einer Art additiven System zusammengesetzt, die Verwendung von verschiedenfarbig glasierten Steinen, der reiche Einsatz von Formsteinen und Terrakotten, die sorgsam ausgebildete und strukturierte Fassade, das Segmentbogenfenster zur großzügigen Belichtung der Innenräume, besonders bei Fabrikgebäuden, sowie das Flachdach. Ein treffender Ausdruck für die Architektur der Schinkelschule ist „hellenistische Romantik“.
Die fünf Phasen der Entwicklung der Schinkelschule
- 1817–1840: Karl Friedrich Schinkel entwirft eine Reihe von ganz in Backstein ausgeführten Bauten, die für die spätere Backsteinbaukunst vorbildlich sind.
- 1830–1848: Friedrich August Stüler, der in Berlin wirkt, und Ludwig Persius, der sich auf Potsdam konzentriert, dominieren die erste Phase. Viele Bauten entstehen noch in Zusammenarbeit mit Schinkel selbst. Dazu zählen die Berliner Bauakademie und das Stadttheater in Frankfurt (Oder), ausgeführt von Schinkels Schüler Emil Flaminius.
- 1848–1866: In der nachrevolutionären Phase kommt es zu einem Stilkonflikt mit der vom Bürgertum bevorzugten Neorenaissance.
- 1866–1871: In der vorkaiserlichen Zeit entwickeln Karl Bötticher, Heino Schmieden und Martin Gropius die tektonische Polychromie. Es entstehen viele Bahnhöfe für die Berliner Eisenbahn.
- 1871–1890: Im neu gegründeten Kaiserreich kommt die Schinkelschule durch öffentliche Ausschreibungen, Architekten anderer Schulen, die nach Berlin drängen, und eine für die kaiserliche Hauptstadt benötigte Repräsentationsarchitektur zusätzlich in Bedrängnis. Zu diesem kritischen Zeitpunkt übernimmt Stadtbaurat Hermann Blankenstein die Leitung der Berliner Hochbauabteilung. Er entwirft und baut zahlreiche Zweckbauten, die im Stil der Schinkelschule ausgeführt werden, darunter mehr als 120 Schulen, Krankenhäuser, Markthallen und Kirchen.

## Schinkelschule und Neorenaissance

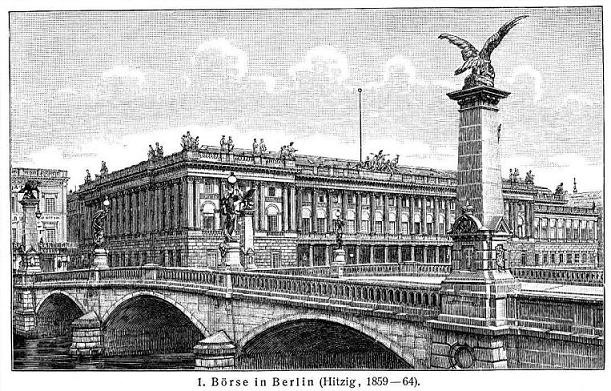
Berliner Börse, Friedrich Hitzig

Nach der gescheiterten Revolution von 1848 nahm die Emanzipation des preußischen Bürgertums eine neue Richtung. Es musste dem Adel die wichtigsten politischen Stellungen im Staat überlassen, in der florierenden Wirtschaft war man ihm jedoch bald weit voraus und wollte dies auch in der Architektur zeigen. Die Bauten der Renaissance dienten als Vorbild, sah man doch in der Renaissance mit ihrem Interesse an den Naturwissenschaften, dem Aufschwung des Handels und der Künste eine Entsprechung zu den Entwicklungen des 19. Jahrhunderts. Ein besonderes Beispiel ist hier Friedrich Hitzigs Berliner Börse, die sich in direkter Nähe zum Schloss mit großartiger Geste zu profilieren versucht. Nach der Reichsgründung 1871 musste Berlin zur Hauptstadt des Kaiserreiches hergerichtet werden. Interessanterweise importierte man hierzu den „École des Beaux Art“-Stil des geschlagenen Frankreichs. Gegen diese Einflüsse hatte die feinsinnige, strenge und zurückhaltende Schinkelschule ständig zu bestehen. Am Ende waren es Martin Gropius und Heino Schmieden, vor allem mit ihrem vorbildlichen Kunstgewerbemuseum, die nach 1866 die Schinkelschule aus und durch die Krise führten.

## Bötticher, Gropius und die Tektonische Polychromie
Schon unter Schinkel war es zu einer Verwissenschaftlichung der Architektur gekommen. Statt die antike Architektur nur nach Stichen in Büchern zu studieren, wurde nun an die Ausgrabungsorte gereist und dort genaue Untersuchungen vor Ort durchgeführt. Besonderen Einfluss hatten die Engländer James Stuart und Nicholas Revett mit ihrem Werk The Antiquities of Athens.
Unter dem Bauakademielehrer Karl Bötticher wurde diese Entwicklung forciert. Er arbeitete einen umfangreichen Forderungskatalog aus: So durfte zum Beispiel die Akanthuspflanze nur an Elementen verwendet werden, die tragende Funktion haben, Rosetten ausschließlich dort, wo Teile (wie mit Nägeln) an das Gebäude angeheftet waren, Bändermotive hatten eine zusammenbindende Funktion zu symbolisieren, Kymations hatten als gestauchte Blattwellen nur dort angebracht zu werden, wo lastendes Gewicht Druck ausübte, Ornamente sollten nicht nur einfach übernommen werden, sondern mussten stets selbst und neu entworfen werden.
Viele Kritiker aus den Reihen der Historisten bemängelten an Böttichers Lehre eine Einengung der Phantasie. In der zweiten Hälfte des neunzehnten Jahrhunderts, als die Bautätigkeit in Berlin zweifellos als hektisch bezeichnet werden kann, führten Ausbildung und Regelwerk der Bauakademie trotz aller Geschwindigkeit beim Planen, Entscheiden und Bauen zu einem gleichmäßig hohen Qualitätsstandard. In diesem Bemühen der Schinkelschüler ist zudem eine ständige Suche zu bemerken, Gehalt und Gestalt in Übereinstimmung zu bringen, die sich später in den Theorien und Werken der klassischen Moderne wiederfinden lassen.

## Liste Gebäude und Architekten
| Gebäude/Potsdam                                  | Jahr      | Architekt                                                         | Ort                               |
| ------------------------------------------------ | --------- | ----------------------------------------------------------------- | --------------------------------- |
| Römische Bäder                                   | 1829–1840 | Ludwig Persius                                                    | Potsdam/Sanssouci                 |
| Heilandskirche                                   | 1841–1844 | Ludwig Persius                                                    | Potsdam/Sacrow                    |
| Dampfmaschinenhaus im Park Babelsberg            | 1843–1845 | Ludwig Persius                                                    | Potsdam-Babelsberg                |
| Dampfmaschinenhaus „Moschee“                     | 1841–1843 | Ludwig Persius                                                    | Potsdam                           |
| Belvedere auf dem Pfingstberg                    | 1847–1863 | Ludwig Persius / Friedrich August Stüler / Ludwig Ferdinand Hesse | Potsdam                           |
| Triumphtor                                       | 1851      | Friedrich August Stüler / Ludwig Ferdinand Hesse                  | Potsdam/Sanssouci                 |
| Friedenskirche                                   | 1845–1848 | Ludwig Persius / Friedrich August Stüler / Ludwig Ferdinand Hesse | Potsdam/Sanssouci                 |
| Orangerieschloss                                 | 1851–1864 | Friedrich August Stüler / Ludwig Ferdinand Hesse                  | Potsdam/Sanssouci                 |
| Bornstedter Kirche                               | 1854–1856 | Friedrich August Stüler                                           | Potsdam                           |
| Krongut Bornstedt                                | 1846–1848 | Johann Heinrich Haeberlin                                         | Potsdam                           |
| Fasanerie                                        | 1842      | Ludwig Persius                                                    | Potsdam/Sanssouci                 |
| Schloss Babelsberg                               | 1835–1849 | Karl Friedrich Schinkel / Ludwig Persius / Johann Heinrich Strack | Potsdam-Babelsberg                |
| Meierei im Neuen Garten                          | 1843–1844 | Ludwig Persius                                                    | Potsdam                           |
|                                                  |           |                                                                   |                                   |
| Gebäude/Berlin                                   | Jahr      | Architekt                                                         | Ort                               |
| Palais des Prinzen Karl von Preußen              | 1827      | Friedrich August Stüler / Carl Scheppig                           | Berlin                            |
| St. Peter und Paul                               | 1834–1837 | Friedrich August Stüler / Albert Dietrich Schadow                 | Berlin-Zehlendorf Nikolskoë       |
| St.-Johannis-Kirche                              | 1835–1857 | K.F. Schinkel / Friedrich August Stüler                           | Berlin-Moabit                     |
| Neues Museum                                     | 1843–1855 | Friedrich August Stüler                                           | Berlin-Mitte Museumsinsel         |
| St.-Jacobi-Kirche                                | 1844–1845 | Friedrich August Stüler                                           | Berlin/Oranienstr.                |
| St.-Matthäus-Kirche                              | 1844–1846 | Friedrich August Stüler                                           | Berlin-Tiergarten Kulturforum     |
| Krankenhaus Bethanien                            | 1845–1847 | Ludwig Persius / Theodor Stein / Friedrich August Stüler          | Berlin-Kreuzberg                  |
| St. Markus-Kirche                                | 1848–1855 | Ludwig Runge / Friedrich August Stüler / Georg Erbkam             | Berlin-Mitte                      |
| Domkandidatenstift                               | 1858–1874 | Friedrich August Stüler / Rudolf Stüve                            | Berlin-Mitte Oranienburger Straße |
| Hamburger Bahnhof                                | 1846–1847 | Friedrich Neuhaus / Ferdinand Wilhelm Holz                        | Berlin-Moabit                     |
| Klosterhof im Park Glienicke                     | 1850      | Ferdinand von Arnim                                               | Berlin-Zehlendorf / Glienicke     |
| St. Marien am Behnitz                            | 1848      | August Soller                                                     | Berlin-Spandau                    |
| St. Michael (Berlin-Mitte)                       | 1851      | August Soller                                                     | Berlin-Mitte                      |
| Arkaden der Fabrik Borsig                        | 1858–1860 | Johann Heinrich Strack                                            | Berlin-Mitte Chausseestraße       |
| Neue Synagoge                                    | 1866      | Eduard Knoblauch                                                  | Berlin-Mitte Oranienburger Straße |
| St.-Thomas-Kirche                                | 1869      | Friedrich Adler                                                   | Berlin-Kreuzberg                  |
| Rotes Rathaus                                    | 1861–1869 | Hermann Friedrich Waesemann                                       | Berlin-Mitte                      |
| Hauptkadettenanstalt                             | 1871–1878 | Ferdinand Fleischinger                                            | Berlin-Lichterfelde               |
| Kriminalgericht Moabit und Zellenblock           | 1877–1882 | Heinrich Herrmann                                                 | Berlin-Moabit                     |
| Zionskirche                                      | 1873      | August Orth                                                       | Berlin-Mitte Zionskirchplatz      |
| Anhalter Bahnhof                                 | 1872–1880 | Franz Heinrich Schwechten                                         | Berlin-Kreuzberg                  |
| Kaserne des 3. Garderegiments zu Fuß             | 1874–1878 | Otto Heimersdinger                                                | Berlin-Kreuzberg                  |
| Joachimsthaler Gymnasium                         | 1875–1879 | Johann Heinrich Strack                                            | Berlin-Wilmersdorf                |
| S-Bahnhof Hackescher Markt (ehemals Börse)       | 1878–1882 | Johannes Vollmer                                                  | Berlin-Mitte                      |
| Martin-Gropius-Bau/ehemaliges Kunstgewerbemuseum | 1881      | Martin Gropius und Heino Schmieden                                | Berlin-Kreuzberg                  |
| Geschäftshaus der Markthalle III (Zimmerstraße)  | 1886      | Hermann Blankenstein                                              | Berlin-Mitte                      |
| Markthalle VI (Ackerstraße)                      | 1886–1888 | Hermann Blankenstein                                              | Berlin-Mitte                      |
| Krankenhaus Am Urban                             | 1887–1890 | Hermann Blankenstein                                              | Berlin-Kreuzberg                  |
| Markthalle X (Arminiusstraße)                    | 1890–1891 | Hermann Blankenstein                                              | Berlin-Moabit                     |
| Postfuhramt                                      | 1875–1881 | Carl Schwatlo                                                     | Berlin-Mitte Oranienburger Straße |